# Tossinola striata
Tossinola striata là một loài tò vò trong họ Ichneumonidae.